# A Winter's Tale (Queen)
A Winter's Tale is een nummer van Queen van het album Made in Heaven en uitgebracht in 1995 na de dood van Freddie Mercury in 1991. Het nummer is geschreven tijdens de opnamen van Innuendo door Mercury en is zijn laatste volledige compositie. Het nummer Mother Love is van latere datum, maar heeft Brian May moeten afronden.
Mercury werd geïnspireerd door het uitzicht uit de studio's bij het Meer van Genève. Het nummer is licht psychedelisch en dromerig van sfeer.
Het nummer is uitgebracht als tweede single van het album. In Engeland verscheen een speciale gelimiteerde uitvoering waarbij de cd-hoes leek op een kerstcadeautje. Er was zelfs een vak gemaakt om aan te geven voor wie het cadeau bedoeld was.

## NPO Radio 2 Top 2000
| Nummer met noteringen in de NPO Radio 2 Top 2000 | '19  | '20-'23 | '24  |
| ------------------------------------------------ | ---- | ------- | ---- |
| A Winter's Tale                                  | 1842 | -       | 1880 |

1. ↑  Een '-' betekent dat het nummer niet was genoteerd en een vetgedrukt getal geeft de hoogste notering aan.
2. ↑  2019 was het eerste jaar met een notering voor dit nummer.